# Henriqueta Maya
Henriqueta Gameiro da Cruz (Sacavém, 1 de novembro de 1945), mais conhecida como Henriqueta Maya, é uma atriz portuguesa.

## Biografia
Nasceu em 1 de novembro de 1945 em Sacavém (no concelho de Loures). É irmã da também atriz Irene Cruz.
Estreou-se aos 14 anos, na Companhia de Teatro Infantil do Gerifalto, tendo concluído o Curso de Teatro do Conservatório Nacional de Lisboa aos 17 anos.
Ao longo da sua carreira teatral, a actriz trabalhou em mais de uma dezena de companhias como Teatro Ádóque, Companhia Rey Colaço-Robles Monteiro, Cêpêcê, Empresa Vasco Morgado, Grupo 4, Grupo de Campolide, Companhia Seiva Trupe, Teatro Experimental do Porto ou no elenco fixo do Teatro Nacional D. Maria II.
Em 1963 estreou-se no teatro de revista no palco do Teatro ABC, no Parque Mayer com a peça Bikini. Do elenco faziam parte nomes como Ivone Silva,  António Anjos ou Irene Cruz.
Em 1967, Henriqueta Maya recebeu o Prémio Revelação atribuído pelo Secretariado Nacional de Informação (SNI), pela sua interpretação em António Marinheiro, de Bernardo Santareno.
Em 1969, editora Riso & Ritmo lançou o EP Henriqueta Maya Diz com os poemas "Numa Noite de Verão", "Ah! Se A Noite Soubesse", "Oh! Paredes Altas E Frias" e "De Novo".
No cinema, estreou-se nas longas-metragens em Operação Dinamite (1967) de Pedro Martins.
Durante este percurso, para além de outras participações, é de referir o seu desempenho em O Pecado de João Agonia de Bernardo Santareno, O Rei Está a Morrer de Ionesco, A Gaivota de A. Tchekov, O Duelo de Bernardo Santareno, O Concerto de Santo Ovídio de A. Buero Vallejo, O Círculo de Giz Caucasiano de B. Brecht e A Noite de José Saramago.
Na RTP, participou em várias peças de teleteatro, programas para a infância, programas de humor, séries e telenovelas.
Em 1979, e durante vários anos, fez parte do elenco fixo da Companhia residente do Teatro Nacional D. Maria II, tendo tido papéis de relevo, nomeadamente, em As Três Irmãs de A. Tchekov, O Judeu de Bernardo Santareno, A Casa de Bernarda Alba de F. Garcia Lorca, D. João e As Sabichonas de Molière e Passa por Mim no Rossio de Filipe La Féria.
Entre os trabalhos na televisão, participou em Desencontros (1995), Baía das Mulheres (2004),, na série Bem-Vindos a Beirais (2013-2015) ou a série "Golpe de Sorte" (2019-2020).

## Televisão
| Ano         | Projeto                              | Papel                       | Notas                 | Canal   |
| 1961        | A Castro                             |                             | Teatro Televisivo     | RTP1    |
| 1963        | O Natal dos Bonecos                  |                             | Teatro Televisivo     | RTP1    |
| 1963        | Digno de Ser Contado                 |                             | Teatro Televisivo     | RTP1    |
| 1963        | Aconteceu no Bosque                  |                             | Teatro Televisivo     | RTP1    |
| 1963        | Uma Noite de Ilusão                  |                             | Teatro Televisivo     | RTP1    |
| 1963        | Nunca se Sabe                        |                             | Teatro Televisivo     | RTP1    |
| 1963        | O Natal dos Bonecos                  | Boneca de Trapos            | Teatro Televisivo     | RTP1    |
| 1965        | Moeda de Oiro                        | Jenny                       | Teatro Televisivo     | RTP1    |
| 1965        | Quem o Alheiro Veste                 |                             | Teatro Televisivo     | RTP1    |
| 1965        | Cenas da Vida de Uma Atriz           | Rapariga                    | 1 episódio (série)    | RTP1    |
| 1965        | Riso e Ritmo                         | [ 11 ]                      | 1 episódio (série)    | RTP1    |
| 1966        | A Vigem do Senhor Perrichon          |                             | Teatro Televisivo     | RTP1    |
| 1966        | Estrela Circulação                   |                             | Teatro Televisivo     | RTP1    |
| 1966        | Madre Alegria                        | Mariquita                   | Teatro Televisivo     | RTP1    |
| 1966        | O Navio Fantasma                     |                             | Teatro Televisivo     | RTP1    |
| 1966        | Os Sobrinhos da Tia Paca             | Lola                        | Teatro Televisivo     | RTP1    |
| 1967        | Gente Nova                           | Helena                      | Teatro Televisivo     | RTP1    |
| 1968        | Véspera de Casamento                 |                             | Teatro Televisivo     | RTP1    |
| 1968        | O Lindo D. Diego                     | Beatriz                     | Teatro Televisivo     | RTP1    |
| 1969        | Uma Mulher Formidável                | Clotilde                    | Teatro Televisivo     | RTP1    |
| 1969        | A Bilha Partida                      | Eva                         | Teatro Televisivo     | RTP1    |
| 1970        | A Inimiga                            | Marta                       | Teatro Televisivo     | RTP1    |
| 1971        | A Senhora das Brancas Mãos           |                             | Teatro Televisivo     | RTP1    |
| 1972        | Um Auto de Gil Vicente               | Paula Vicente               | Teatro Televisivo     | RTP1    |
| 1972        | Não és Tu a Mulher Com Quem eu Casei |                             | Teatro Televisivo     | RTP1    |
| 1972        | O Céu da Minha Rua                   |                             | Teatro Televisivo     | RTP1    |
| 1973        | O Rei Está a Morrer                  | Rainha Maria                | Teatro Televisivo     | RTP1    |
| 1979        | Entre Marido e Mulher…               | Ela                         | 1 Episódio            | RTP1    |
| 1980        | As Três Irmãs                        |                             | Teatro Televisivo     | RTP1    |
| 1981        | Uma Cidade Como a Nossa              | Tina                        | 1 episódio            | RTP1    |
| 1985        | Duarte & C.a                         | Empregada                   | Participação          | RTP1    |
| 1985        | Badarosíssimo                        | Vários Papéis               | Elenco Principal      | RTP1    |
| 1988        | Três em Lua de Mel                   | Madalena                    | Elenco Principal      | RTP1    |
| 1995        | Desencontros                         | Aurora Damião               | Elenco Principal      | RTP1    |
| 1996        | Primeiro Amor                        | Maria Helena Cruz           | Elenco Principal      | RTP1    |
| 1997        | Filhos do Vento                      | Marília                     | Elenco Principal      | RTP1    |
| 1998 - 1999 | Ora Viva!                            | Nídia                       |                       | RTP1    |
| 2000        | A Loja do Camilo                     | Esmeralda                   | Participação Especial | SIC     |
| 2001        | Estação da Minha Vida                | Isaura                      | Elenco Principal      | RTP1    |
| 2001 - 2002 | A Senhora das Águas                  | Júlia Gonçalves Saias       | Elenco Principal      | RTP1    |
| 2002 - 2003 | Amanhecer                            | Irmã Maria das Dores        | Elenco Principal      | TVI     |
| 2003        | Tudo Por Amor                        | Luísa                       | Elenco Principal      | TVI     |
| 2004        | Baía das Mulheres                    | Ludovina Assunção           | Elenco Principal      | TVI     |
| 2005        | Camilo em Sarilhos                   | Júlia                       | Elenco Principal      | SIC     |
| 2005        | Dei-te Quase Tudo                    | Genoveva «Veva»             | Elenco Principal      | TVI     |
| 2005        | Inspetor Max                         | Julieta                     | Participação Especial | TVI     |
| 2006        | O Bando dos Quatro                   | Luísa                       | Participação Especial | TVI     |
| 2008        | Deixa-me Amar                        | Odete Guerra                | Elenco Principal      | TVI     |
| 2008        | Casos da Vida                        | Idosa                       | Elenco Adicional      | TVI     |
| 2008 - 2009 | Podia Acabar o Mundo                 | Justina Costa Gonçalves     | Elenco Adicional      | SIC     |
| 2009 - 2010 | Morangos com Açúcar                  | Alda                        | Elenco Principal      | TVI     |
| 2009        | A Minha Família                      | Joana Fernandes             | Elenco Adicional      | RTP1    |
| 2009        | Pai à Força                          | Maria                       | Elenco Adicional      | RTP1    |
| 2010        | Voo Direto                           | Senhora                     | Elenco Adicional      | RTP1    |
| 2013        | Portal do Tempo                      | Maria das Dores             | Elenco Principal      | TVI     |
| 2013 - 2016 | Bem-Vindos a Beirais                 | Hortense Pedroso            | Elenco Principal      | RTP1    |
| 2018        | Excursões Air Lino                   | Lurdes                      | Elenco Adicional      | RTP1    |
| 2018        | Jogo Duplo                           | Senhora Assaltada           | Elenco Adicional      | TVI     |
| 2019        | Teorias da Conspiração               | Esmeralda                   | Elenco Adicional      | RTP1    |
| 2019        | Patrulha da Noite                    | Jéssica Bernardina          | Elenco Adicional      | RTP1    |
| 2019        | Patrulha da Noite                    | Indira Gandhi Silva         | Elenco Adicional      | RTP1    |
| 2019 - 2021 | Golpe de Sorte                       | Cremilde Reis               | Elenco Principal      | SIC     |
| 2019        | Golpe de Sorte: Um Conto de Natal    | Cremilde Reis               | Elenco Principal      | SIC     |
| 2020        | The Worst Witch                      | Voz de Miss Cackle a Agatha |                       | Netflix |
| 2021        | Até Que a Vida Nos Separe            | Luísa                       | Elenco Principal      | RTP1    |

## Cinema
| Ano  | Filme               | Notas        |
| ---- | ------------------- | ------------ |
| 1967 | Operação Dinamite   | [ 2 ] [ 17 ] |
| 1990 | Os Cornos de Cronos | [ 17 ]       |
| 2018 | Gabriel             |              |
| 2019 | Tiro e Queda        |              |

## Teatro
| Ano  | Peça                                     | Teatro                                           | Notas                                |
| ---- | ---------------------------------------- | ------------------------------------------------ | ------------------------------------ |
| 1960 | A Nova História da Carochinha            | Teatro Monumental                                | Teatro do Gerifalto                  |
| 1961 | O Cavaleiro sem Medo                     | Teatro da Trindade                               | Teatro do Gerifalto                  |
| 1962 | A Rapariga do Bar                        | Teatro da Trindade                               | [ 20 ] [ 21 ]                        |
| 1962 | Nunca se Sabe                            | Teatro da Trindade                               | [ 22 ] [ 23 ]                        |
| 1962 | D. Jaime de Bragança                     | Teatro Popular de Lisboa                         | [ 24 ]                               |
| 1963 | Bikini                                   | Teatro ABC                                       | Teatro de Revista                    |
| 1963 | Chapéu Alto                              | Teatro ABC                                       | Teatro de Revista                    |
| 1964 | Mary, Mary                               | Teatro Avenida                                   | [ 26 ]                               |
| 1966 | Verão e Fumo                             | Teatro Villaret                                  | [ 4 ] [ 27 ]                         |
| 1966 | Jangada                                  | Teatro Villaret                                  | [ 28 ]                               |
| 1966 | As Raposas                               | Teatro Capitólio                                 | [ 29 ]                               |
| 1967 | O Ídolo                                  | Teatro Villaret                                  | [ 30 ]                               |
| 1967 | António Marinheiro                       | Teatro Maria Vitória                             | [ 4 ] [ 31 ]                         |
| 1967 | O Fusível                                | Teatro Villaret                                  | [ 32 ]                               |
| 1967 | Oh, que Delícia de Coisa                 | Teatro Villaret                                  | [ 33 ] [ 34 ]                        |
| 1968 | Deliciosamente Louca!                    | Teatro Monumental                                | [ 35 ] [ 36 ]                        |
| 1969 | Elas É que Sabem                         | Teatro ABC                                       | Teatro de Revista                    |
| 1969 | O Pecado de João Agonia                  | Teatro Capitólio                                 | [ 4 ] [ 38 ] [ 39 ]                  |
| 1970 | O Cravo Espanhol                         | Teatro Capitólio                                 | [ 40 ]                               |
| 1970 | Tchau                                    | Teatro Capitólio                                 | [ 4 ] [ 41 ] [ 42 ]                  |
| 1970 | O Rei Está a Morrer                      | Teatro da Trindade                               | [ 43 ]                               |
| 1971 | O Duelo                                  | Teatro da Trindade                               | [ 4 ] [ 44 ] [ 45 ]                  |
| 1971 | Tango                                    | Teatro da Trindade                               | [ 46 ]                               |
| 1972 | A Gaivota                                | Teatro da Trindade                               | [ 4 ] [ 47 ] [ 48 ]                  |
| 1972 | Auto Chamado dos Anfitriões              | Digressão - Companhia Rey Colaço-Robles Monteiro |                                      |
| 1972 | Teatro de Gil Vicente - Clérigo da Beira | Teatro da Trindade                               |                                      |
| 1973 | O Auto Chamado dos Anfitriões            | Teatro da Trindade                               | [ 49 ]                               |
| 1973 | O Concerto de Santo Ovídio               | Teatro da Trindade                               | [ 50 ]                               |
| 1974 | Sábado, Domingo e Segunda                | Teatro da Trindade                               | Companhia Rey Colaço-Robles Monteiro |
| 1974 | Pides na Grelha                          | Teatro Ádóque                                    | Teatro de Revista                    |
| 1976 | O Círculo de Giz Caucasiano              | Teatro Aberto                                    | [ 4 ]                                |
| 1977 | Os Macacões                              | Teatro Aberto                                    | [ 55 ]                               |
| 1978 | O Caso da Mãozinha Misteriosa            | Teatro Aberto                                    | [ 56 ]                               |
| 1979 | A Noite                                  | Teatro de Almada                                 | Grupo de Campolide                   |
| 1979 | O Príncipe Disfarçado                    | Teatro Nacional D. Maria II                      | [ 58 ]                               |
| 1980 | As Três Irmãs                            | Teatro Nacional D. Maria II                      |                                      |
| 1981 | O Judeu                                  | Teatro Nacional D. Maria II                      |                                      |
| 1983 | A Casa de Bernarda Alba                  | Teatro Nacional D. Maria II                      | [ 4 ] [ 59 ]                         |
| 1984 | 1383                                     | Teatro de Almada                                 | Grupo de Campolide                   |
| 1985 | Réus e Juízes                            | Teatro de Almada                                 | Grupo de Campolide                   |
| 1986 | D. João ou O Convidado de Pedra          | Teatro Nacional D. Maria II                      |                                      |
| 1987 | Guerras de Alecrim e Manjerona           | Teatro Nacional D. Maria II                      | [ 62 ]                               |
| 1987 | Romance de Lobos                         | Teatro Nacional D. Maria II                      |                                      |
| 1988 | Tempo Feminino                           | Teatro Nacional D. Maria II                      | [ 4 ] [ 63 ]                         |
| 1989 | Fígaro                                   | Teatro Nacional D. Maria II                      | [ 64 ]                               |
| 1989 | Piaf                                     | Casino do Estoril                                | [ 4 ]                                |
| 1991 | Passa Por Mim no Rossio                  | Teatro Nacional D. Maria II                      | Teatro de Revista                    |
| 1996 | O Crime da Aldeia Velha                  | Teatro Nacional D. Maria II                      | [ 66 ]                               |
| 1998 | Estação Mahagonny                        | Teatro do Noroeste                               | Centro Dramático de Viana            |
| 2003 | Copenhagen                               | Seiva Trupe                                      | [ 69 ]                               |
| 2003 | Conferência de Alto Nível                | Teatro Experimental do Porto                     | [ 70 ]                               |
| 2007 | João Gabriel Borkman                     | Teatro Experimental do Porto                     | [ 71 ]                               |

## Rádio - Teatro Radiofónico
- 1973 - Noite de Teatro - O Avarento[72]
- 1978 - Tempo de Teatro - Os Pardais de Janeiro [73]
- 1978 - Eusébio Macário (folhetim)
- 1979 - Tempo de Teatro - A Promessa[74]
- 1980 - Tempo de Teatro - Brincar com o Fogo[75]
- 1981 - Tempo de Teatro - Mulher Alheia e o Homem Debaixo da Cama [76]
- 1992 - Noite de Teatro - O Pecado de João Agonia[77]
- 1995 - Tempo de Teatro - No Moinho[78]
- 1999 - Tempo de Teatro - Visita Anunciada[79]